# Frederick Christian
Frederick William Christian (Putney, 14 giugno 1867 – Wellington, 3 aprile 1934) è stato un crickettista britannico.
Partecipò ai Giochi olimpici 1900 di Parigi nel torneo di cricket, vincendo la medaglia d'oro con la squadra che rappresentò la Gran Bretagna. Christian ebbe un ruolo importante nella vittoria contro la rappresentativa francese perché riuscì a segnare sette wicket nel primo inning.

## Palmarès
| Anno | Manifestazione | Sede   | Evento  | Risultato | Note |
| ---- | -------------- | ------ | ------- | --------- | ---- |
| 1900 | Olimpiadi      | Parigi | Cricket | Oro       |      |